# 八角茴香科
八角茴香科（Illiciaceae）属于被子植物门，只有一属，八角屬，近五十种，分布在东南亚和美洲的加勒比海地区。八角茴香科又名八角科。
以前的各种分类法都将八角茴香科单独列为一科，但APG II 分类法将其列入和五味子科任选的同一科，在APG III 分类法中本科并入五味子科。